# Kharg
Kharg (Perzisch: جزیره خارک), vroeger in het Nederlands wel Kareek genoemd, is een Iraans eiland in de Perzische Golf. Het is 25 km van de kust van Iran gelegen en maakt deel uit van de provincie Bushehr. Het eiland is maximaal 8 kilometer lang en 5,3 km breed. Het heeft een oppervlakte van zo'n 22 km². Het is een belangrijk overslagpunt van ruwe aardolie.

## Geschiedenis
In de Oudheid was dit eiland al bewoond. Zo is er in 2007 een rotsgravering ontdekt uit de tijd van de Achaemeniden. Daarnaast zijn er graven gevonden. Ook zijn de ruines van een Nestoriaanse kerk blootgelegd.  

### VOC
Op Kharg had de VOC een handelspost, Fort Mosselstein genaamd. Dit fort werd gesticht in 1750 of 1753. Er werd onder andere Javaanse suiker en Indiaas textiel verkocht, maar de operatie was nooit erg winstgevend. In 1766 veroverde het Perzische leger het fort en vernietigde het.

## Olieterminal
In 1956 werd begonnen met de bouw op het eiland van een grote exportterminal voor aardolie. Op het eiland staan olietanks voor de tijdelijke opslag en met pijplijnen zijn deze verbonden met de pieren voor de olietankers. Het was de grootste exporthaven van olie van Iran en in 1975 konden minstens 13 tankers tot een maximale grootte van 500.000 DWT aanmeren. Tijdens de Irak-Iranoorlog werd de terminal zwaar gebombardeerd door de Iraakse luchtmacht en in 1986 was de export geheel stil komen te liggen. De herbouw van de beschadigde terminal duurde lang en pas in 2007 was de capaciteit weer voldoende. Ongeveer 90% van de Iraanse olie-export passeert deze terminal.

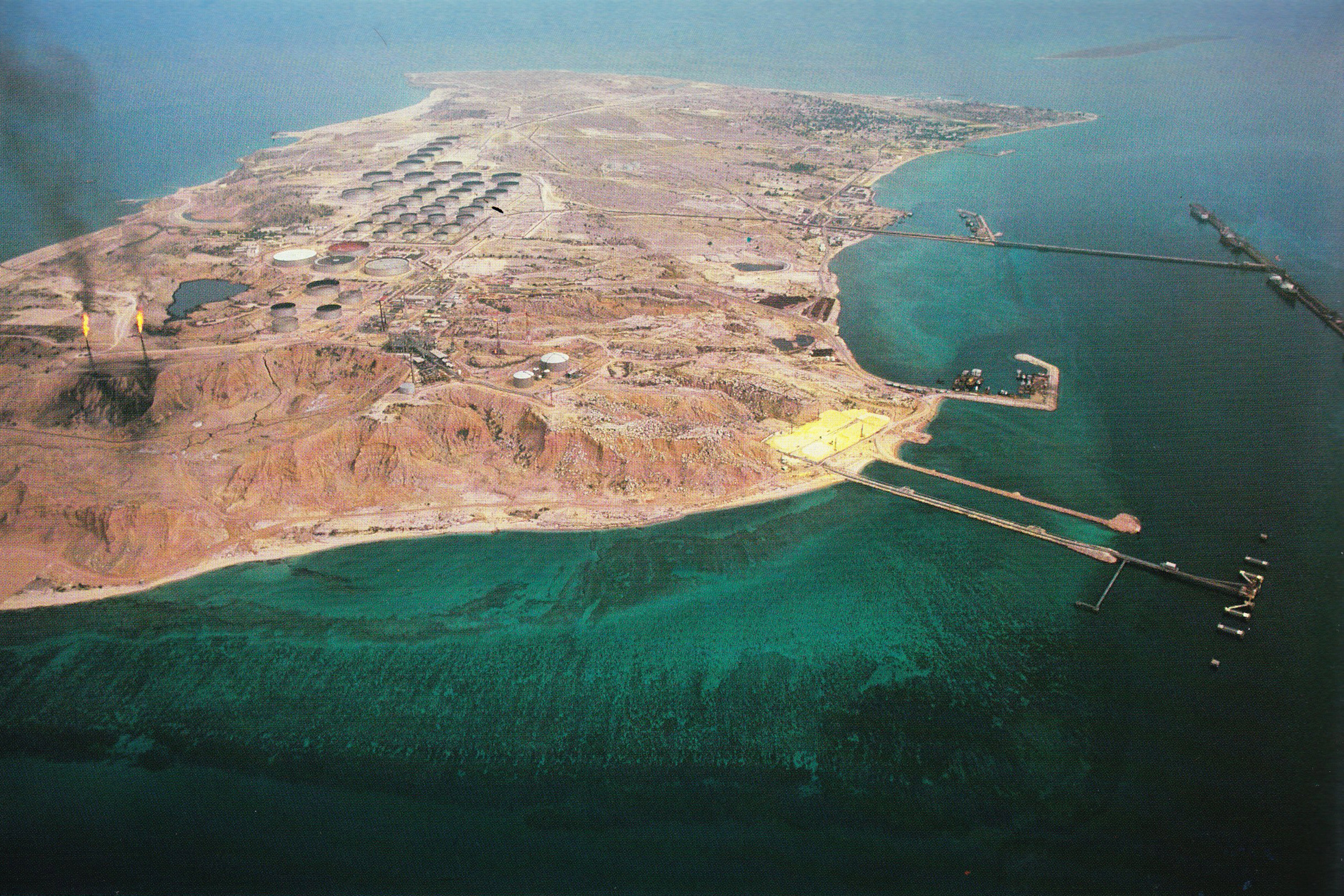
Kharg met de olietanks en de pier voor de tankers
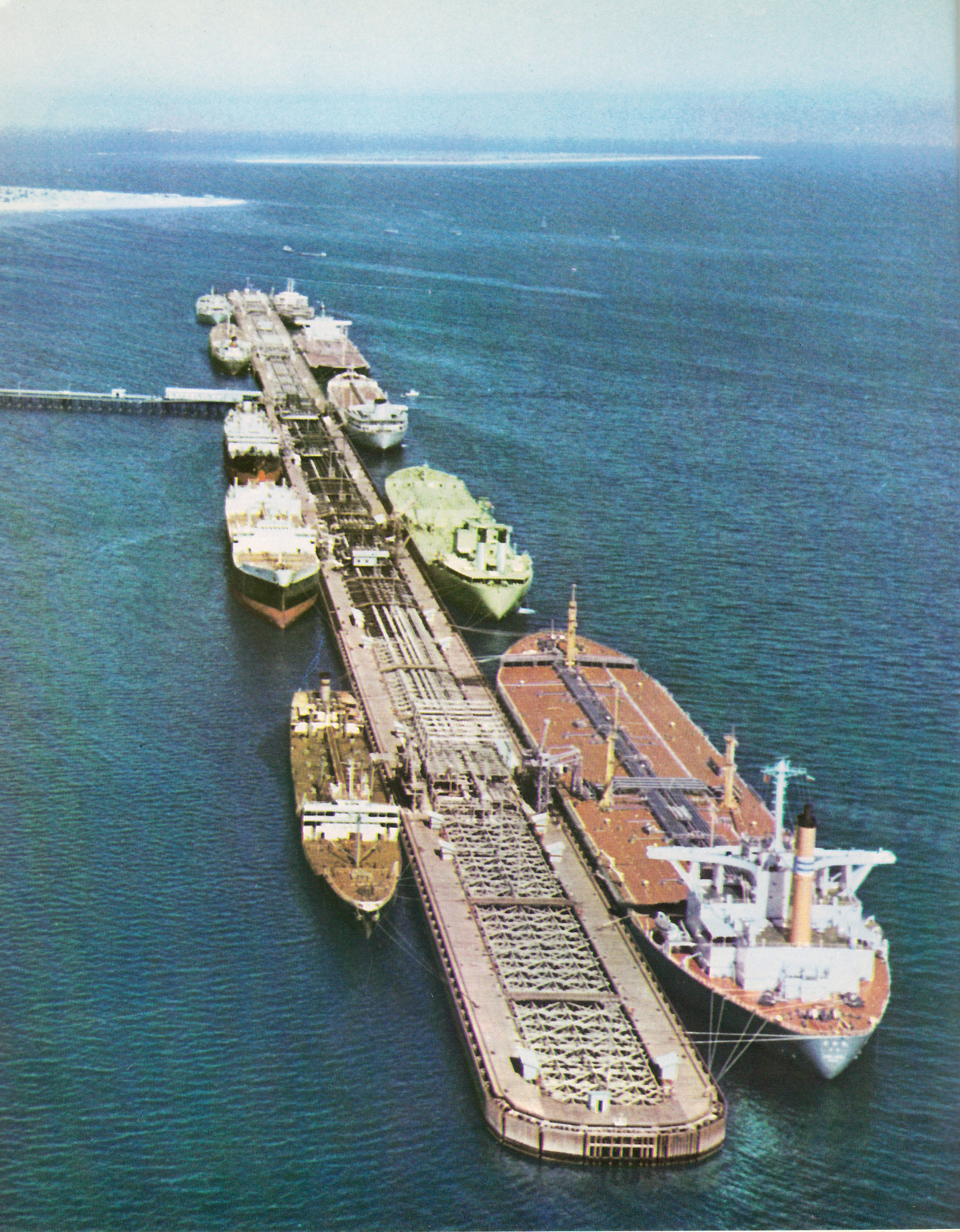
In 2012 werd 98% van alle Iraanse olie via Kharg geëxporteerd